# Cronología de las culturas constructoras de montículos en Norteamérica

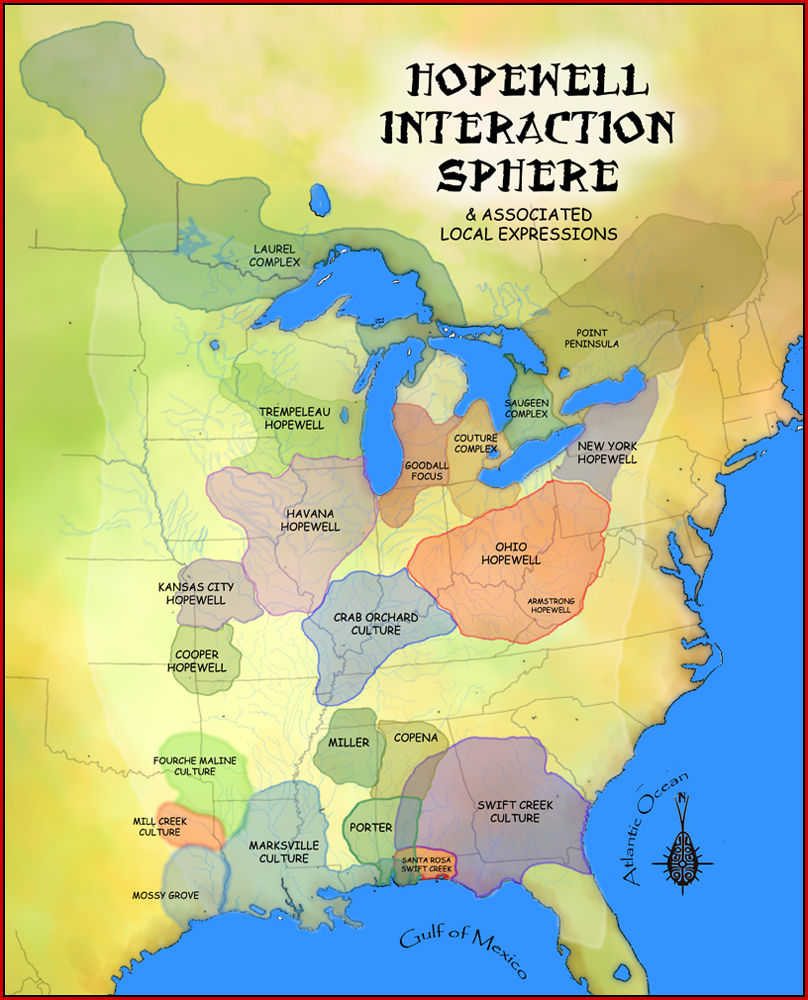
Área de interacción de los grupos llamados Hopewell durante el periodo silvícola (Woodland Period).

La cronología de las culturas constructoras de montículos en Norteamérica es una subdivisión convencional del tiempo histórico en que se desarrollaron varias civilizaciones precolombinas en América del Norte, identificadas como los Mound Builders.

## Períodos
Los constructores de montículos en el territorio de los actuales Estados Unidos de América, han sido estudiados arqueológica, antropológica y etnográficamente, señalándose convencionalmente tres grandes periodos o épocas de su desarrollo: el periodo arcaico, el periodo silvícola y el más reciente, denominado cultura misisipiana.
El periodo arcaico (ca. 2500 a. C. - 1000 a. C.), cuyo ejemplo arqueológico por excelencia se encontraría en la cultura de Poverty Point, en Luisiana, fue seguido por el periodo silvícola ((llamado en inglés Woodland period) que, dependiendo de los diversos autores y estudiosos del tema, transcurrió entre ca. 1000 a. C. y 1000 d. C. Un ejemplo de lo que ocurrió en esa época serían la cultura Adena, de Ohio y estados circunvecinos. La cultura Hopewell también estaría enmarcada en este contexto histórico y geográfico, construyendo monumentos desde el estado de Illinois hasta el de Ohio, y es reconocida por sus obras de tierra geométricas. 
No solamente fueron, sin embargo, los Adena y los Hopewell los que construyeron montículos en esa época. Hubo otros grupos humanos (recolectores, cazadores y pescadores esencialmente nómadas) que desarrollaron la actividad sin incurrir en el sedentarismo, en la región del Este de los Estados Unidos, con el río Misisipi como un gran eje de su transcurrir en ese territorio. El más importante de ellos es conocido como cultura de Swift Creek.
Un tercer periodo de esta cronología habría estado representado por la llamada cultura misisipiana, que se desarrolló aproximadamente del año 950 al 1500.

### Subdivisiones del periodo silvícola
El periodo silvícola a su vez, se ha dividido para fines de su estudio en tres subperiodos, que a grandes rasgos pueden identificarse por: 
- El temprano: de 1000 a. C. al año 1 d. C., se manifiesta por la introducción de la cerámica como elemento cultural primario.

- El medio: corre convencionalmente del año 1 al 500, se caracteriza por la expansión de la red comercial hasta cubrir prácticamente todo el este del territorio actual de los Estados Unidos de América.

- El tardío: se prolongó del año 500 al 1000. En esta etapa se dio la sustitución gradual de las armas preexistentes, que eran el átlatl y la jabalina, por el arco y la flecha. También se introdujo una agricultura más elaborada de tipo milpera, con la trilogía típica mesoamericana de maíz, frijol y calabaza, dándose las bases para el sedentarismo, que finalmente aparece en la cultura misisipiana.